# 帕维尔·雷巴尔科
帕维尔·谢苗诺维奇·雷巴尔科（俄语：Павел Семенович Рыбалко，1894年11月4日—1948年8月28日）苏联军事领袖、装甲兵元帅、两次获苏联英雄称号，二战时期的近卫坦克第三集团军司令。1940年4月-12月，任苏联驻华武官。

## 图集

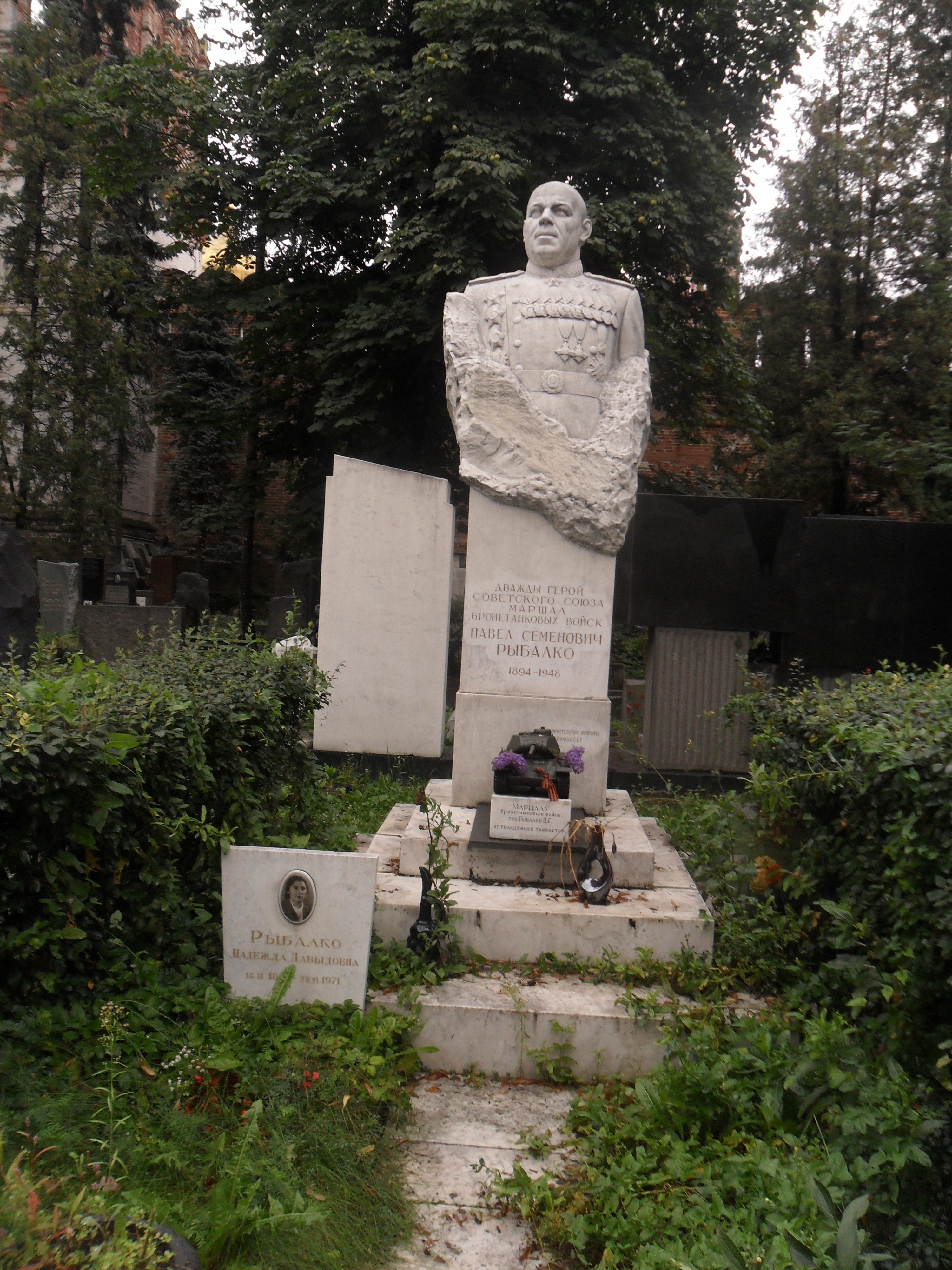
雷巴尔科的雕像
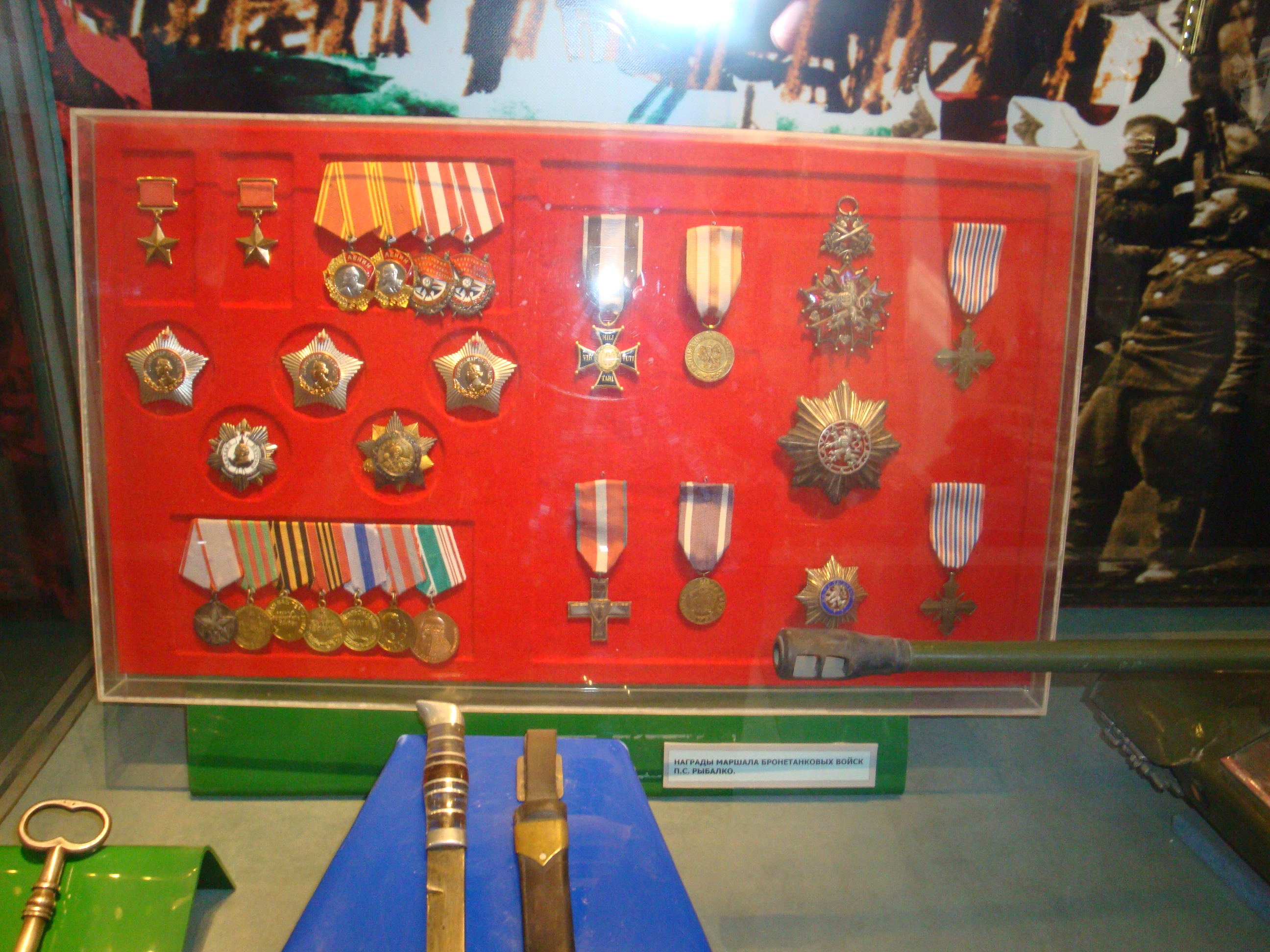
雷巴尔科获得的勋奖荣誉
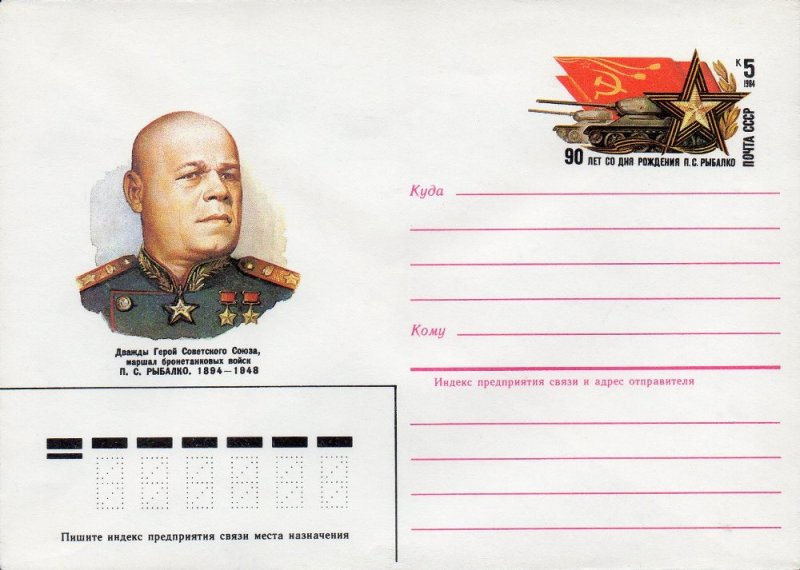
纪念信封